# Dunira rubripunctalis
Dunira rubripunctalis är en fjärilsart som beskrevs av Walker 1858. Dunira rubripunctalis ingår i släktet Dunira och familjen nattflyn. Inga underarter finns listade i Catalogue of Life.